# Mont-Saint-Éloi
Mont-Saint-Éloi település Franciaországban, Pas-de-Calais megyében. Lakosainak száma 1023 fő (2022. január 1.). Mont-Saint-Éloi Acq, Carency, Étrun, Haute-Avesnes, Marœuil, Neuville-Saint-Vaast és Villers-au-Bois községekkel határos.

## Népesség
A település népességének változása:
| Lakosok száma | 1018 | 1029 | 1070 | 1023 | 1019 | 1014 | 1016 | 1019 | 1023 |
|               | 2013 | 2015 | 2016 | 2017 | 2018 | 2019 | 2020 | 2021 | 2022 |